# Ервін Чаргафф
Е́рвін Чарга́фф (*11 серпня 1905, Чернівці — †20 червня 2002, Нью-Йорк) — біохімік, що працював в Австрії, США, Франції, Німеччині, член Національної АН США (з 1965 року). Член Паризької АН (з 1963 року), Нідерландської королівської АН (з 1964 року), Академії натуралістів Німеччини «Леопольдіна». Вперше одержав ДНК у чистому вигляді.

## Біографічні відомості
Ервін Чаргафф народився 11 серпня 1905 року в місті Чернівці у родині банкіра. Вищу освіту здобув у Віденському університеті, де у 1928 році захистив докторську дисертацію і став членом науково-дослідницької організації. Працював у лабораторії обмінної хімії в Єльському університеті у США (1928–1930), у Берлінському університеті (1930–1933). У 1933 емігрував із Німеччини через прихід до влади нацистів, у 1933–1934 працював у Пастерівському інституті в Парижі. З 1935 року в Колумбійському університеті у Нью-Йорку (з 1952 року — професор, з 1970 — завідувач кафедри біохімії, з 1974 — професор біохімії в лабораторії клітини).

## Наукова діяльність
Головним напрямком наукової діяльності було вивчення хімічного складу і структури нуклеїнових кислот. Ервін Чаргафф визначив кількісне відношення азотистих основ, що входять до їх складу. У 1950–1953 рр. ним було показано, що загальна кількість аденінових залишків у кожній молекулі ДНК дорівнює кількості тимінових залишків, а кількість гуанінових залишків — кількості цитозинових. Правила Чаргаффа використали Френсіс Крік і Джеймс Ватсон при визначені структури ДНК у вигляді подвійної спіралі. Також Чаргафф довів, що ДНК володіє видовою специфічністю, і відкинув гіпотези про існування багатьох різновидів ДНК. Ервін Чаргафф був першим, хто почав досліджувати денатурацію ДНК. Крім того він займався дослідженням зсідання крові, вивчав ліпіди і ліпопротеїни та метаболізм амінокислот.

### Головні нагороди
- Золота медаль імені Л. Пастера Французького біохімічного товариства (1949 р.).
- Медаль імені К. Нейбера Американського товариства хіміків і фармацевтів (1958 р.).
- 1974 — Національна Медаль Науки США